# Rio Paraguaisinho
O rio Paraguaisinho é um curso de água que banha o estado do Mato Grosso do Sul, Brasil.
Ele é conhecido por este nome nos primeiros 50 quilômetros de seu trajeto inicial desde o nascedouro. Mas a partir daí é chamado de rio Paraguai, um rio da bacia do rio Paraguai, uma das doze macro bacias hidrográficas do Brasil.